# قبله (روستا)
 قبله  به عربی ( القبلَة )، روستایی است در دهستان نجره از توابع استان اَبیَن در کشور یمن در شبه جزیره عربستان. 

## جمعیت
جمعیت آن ۴۵) نفر (۴ خانوار) می‌باشد.